# 鹰峰 (北小岛)

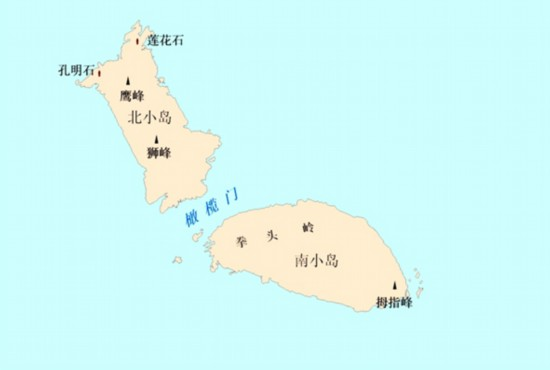
北小岛地圖。

鹰峰是位在钓鱼台列屿北小岛的一个山峰，位置在島上的中部偏北，同时也是岛上的第二高峰。鹰峰南边正对岛上的第一高峰狮峰，北边有莲花石，西边有孔明石。鹰峰的名稱由中國在2012年9月命名。